# Werus I
Werus I (zm. po 314) – biskup Vienne. Uczestnik synodu w Arles w 314. Jego wspomnienie obchodzono 1 sierpnia.